# 李銘勝
李銘勝（1988年3月24日—），生於臺灣臺北市木柵區，臺灣田徑運動員，擅長項目中長跑及馬拉松，有「疾風跑者」的稱號。於高中時加入田徑隊後就以素人的身份成為跑者。2010年參加政大年度校園馬拉松敦親睦鄰組以14:01打破大會紀錄。2012年代表中國文化大學參加大專盃運動會，五千及一萬公尺雙料冠軍，並以15:24.97破了周顯光維持了23年的15:32.20的一般男子組五千公尺大會紀錄。
2015年世界越野錦標賽代表中華隊出賽12公里組，是中華隊睽違19年後再次於越野世錦賽亮相。

## 賽事成績
- 2017中華民國全國運動會男子馬拉松銅牌。
- 2017年12月3日第71屆福岡國際馬拉松2:34:05完賽，排名第162名。
- 2019年12月1日第73屆福岡國際馬拉松2:30:56完賽，排名第165名。

## 外部連結
- 李銘勝在的頁面
- 李銘勝 Vincent Li的Facebook專頁（繁體中文）